# Zbrodnie w Majdanie (powiat kopyczyniecki)
Zbrodnie w Majdanie – zbrodnie dokonane przez ukraińskich nacjonalistów w latach 1943–1945 na polskich mieszkańcach wsi Majdan, położonej w powiecie kopyczynieckim województwa tarnopolskiego, podczas niemieckiej i sowieckiej okupacji tych ziem, w szczególności dwa ataki oddziałów Ukraińskiej Powstańczej Armii, w których zginęło ponad 150 osób.

## Przed atakami UPA
Przed II wojną światową Majdan liczył około 250 gospodarstw, w których mieszkało ponad 1000 osób. 80% mieszkańców stanowili Polacy. Podczas okupacji niemieckiej stosunki Polaków z Ukraińcami w Majdanie układały się poprawnie, jednak w okolicznych wsiach ukraińskich popularny był ruch nacjonalistyczny, co niepokoiło Polaków.
Pierwszą ofiarą w Majdanie był Jan Żywina, zabity w październiku 1943 roku. W lutym 1944 roku zostały porwane i zabite 4 osoby jadące do młyna. Wkrótce potem w podobnych okolicznościach zginęły kolejne osoby – Adolf Czarnecki, Mikołaj Krasicki i Maria Pełechata.
Pod wpływem tych wydarzeń oraz doniesień o narastaniu fali mordów ukraińskich nacjonalistów, Polacy w Majdanie nocowali na polach, w piwnicach, w ziemiankach i w schronach. Niektórzy wyjechali do Czortkowa lub Kopyczyniec.

## Pierwszy napad UPA
Według wspomnień zgromadzonych przez Stowarzyszenie Upamiętnienia Ofiar Zbrodni Ukraińskich Nacjonalistów, w nocy 12 marca 1944 roku miał miejsce pierwszy napad na wieś. Napastnicy podzielili się: część weszła do wsi, paliła zabudowania i zabijała napotkanych ludzi. Do domów wrzucano granaty. Część ofiar spaliła się bądź zadusiła w palących się domach. Inna grupa napastników rabowała dobytek. Wieś była otoczona przez upowców w białych okryciach, którzy strzelali do uciekających. Napad zakończył się około godziny 5 rano. Tej nocy zginęło 35 osób, większość zabudowań ocalała.

## Między pierwszym a drugim napadem
Wkrótce po napadzie, w marcu 1944 roku tereny te zostały zajęte przez Armię Czerwoną. Dorosłych mężczyzn powołano do Wojska Polskiego. Krótkotrwale istniała w Majdanie samoobrona złożona z młodzieży, jednak uległa ona rozpadowi po ucieczce jej założyciela Tadeusza Świderskiego na zachód, w obawie przed UPA. Mieszkańcy wsi ustalili, że w razie napadu będą chronić się w kościele.

## Drugi napad UPA
26 stycznia 1945 roku w nocy nastąpił drugi napad UPA. Około 100 osób zabarykadowało się w kościele. Upowcy nie mogąc wyważyć drzwi do kościoła, wysadzili drzwi od zakrystii i tą drogą dostali się do wnętrza kościoła. Do środka wrzucono granaty i strzelano do bezbronnych ludzi. Potem na prośbę Ukrainki spokrewnionej z Polakami przerwano ogień. Ludziom, którzy ukryli się na zamkniętym chórze nakazano zejść grożąc spaleniem. Nie mogąc znaleźć klucza od drzwi do chóru, kilka-kilkanaście osób zeskoczyło w dół (według innej wersji spuścili się na powiązanych prześcieradłach). Po pewnym czasie upowcy wyłamali drzwi i sprowadzono na dół pozostałe osoby. Zebraną grupę Polaków wyprowadzono przed kościół i przystąpiono do ich rozstrzeliwania i zabijania siekierami bez względu na płeć i wiek. Kilka osób, w tym ks. Wojciech Rogowski próbowało ucieczki, lecz strzelano do nich. Ksiądz został ciężko ranny i zmarł wkrótce w szpitalu. Uratowała się Regina Tempa, którą oblano benzyną i zamierzano podpalić, jednak zdołała zbiec. W kościele uratowało się kilka osób schowanych na strychu.
We wsi palono zabudowania i zabijano. W kryjówkach od dymu udusiło się wiele osób. Do uciekających strzelano. Katarzynę Strzelecką i osobę o nazwisku Domba wrzucono do ognia. Michałowi Grzecznemu wycięto na piersi orła. Stanisława Żywina ukryła się w domu obłożnie chorego Ukraińca Leona Ziółkowskiego. Gdy do izby weszli upowcy, gospodarz powiedział im, że w domu jest sam, na co został zastrzelony. Polki intruzi nie znaleźli i wyszli.
Nad ranem oddział UPA opuścił Majdan. Zabitych w kościele pochowano w zbiorowej mogile przed kościołem. Podczas drugiego napadu zginęło 118 Polaków; wszystkie polskie domy zostały zniszczone. Polacy, którzy przeżyli napad, uciekli do Kopyczyniec i Czortkowa.